# Velnes
Vêlnes (angleško wellness) je skupek dejavnosti (sprostitvene in duševne tehnike, zdrava prehrana, lepotna in telesna nega, itd.), ki človeku omogočajo dobro počutje.
Vsako leto, 2. soboto v juniju, obeleži skoraj 130 držav po celem svetu svetovni dan velnesa.